# تپه کله برزاد (قلعه برزاد)
تپه کله برزاد (قلعه برزاد) مربوط به هزاره۲ تا سده‌های اولیه دوران‌های تاریخی پس از اسلام است و در ۸ کیلومتری جنوب جاده شهرستان سیب و سوران واقع شده و این اثر در تاریخ ۱ اردیبهشت ۱۳۴۵ با شمارهٔ ثبت ۵۵۱ به‌عنوان یکی از آثار ملی ایران به ثبت رسیده است.